# Bargouzine (village)
Bargouzine  (en russe : Баргузи́н, en bouriate : Баргажан, Bargajan) est un village, centre administratif de la commune rurale de Bargouzine et du raïon de Bargouzine de Bouriatie, en Russie. Sa population s'élevait à 4 850 habitants au recensement de 2021.
Fondé en 1648 comme ostrog par les Cosaques de Sibérie, elle est le plus ancien ostrog de Transbaïkalie. Entre 1783 et 1927 elle avait le titre de ville et était une petite ville marchande de la région, organisant sa propre foire chaque année. Elle conserve aujourd'hui un centre historique en bois typique de l'architecture en bois russe de Transbaïkalie.

## Géographie
Le village de Bargouzine  se situe en Bouriatie, une république de Russie située en Transbaïkalie, région de Sibérie orientale à l'est du lac Baïkal. Il fait partie du district fédéral extrême-oriental. Centre administratif du raïon de Bargouzine, un raïon de la république, il est aussi le centre administratif du l'établissement rural de Bargouzine , une municipalité du raïon,. Le fuseau horaire du village est MSK+5 (heure d'Irkoutsk). Le décalage horaire appliqué par rapport au temps universel coordonné est +09:00.
Le village se situe dans le centre-nord de la Bouriatie, dans la vallée de la Bargouzine, et est traversée par la rivière éponyme, un affluent du lac Baïkal. La vallée est cernée au nord-ouest par les monts Bargouzine et au sud-est par les monts Ikat. Elle se situe à une cinquantaine de kilomètres en amont du lac Baïkal et est entourée par de la taïga.

## Toponymie
Le nom vient de la rivière Bargouzine, hydronyme venant du mot local « Bargut », qui signifie « périphérie, désert ». Ce mot désignait une tribu mongole qui habitait autrefois dans la vallée. Les tribus Bargout (nommées Barga en français) sont mentionnées dans l'Histoire secrète des Mongols, étant celles d'où venaient la mère de Gengis Khan, et vivaient dans ce qui était appelé le pays de Bargoudjin-Tukum – « le pays de la lumière ». Aujoud'hui des sites archéologiques reflètent l'ancienne histoire de la vallée.

## Histoire

### Fondation
L'ostrog de la Bargouzine (Bargouzinski ostrog) est fondée en 1648 comme ostrog (place forte) par les Cosaques de Sibérie au cours de la conquête de la Sibérie. Il est fondé par Ivan Galkine et 60 cosaques, devenant alors le premier avant-poste au-delà du Baïkal. Ils étaient à la recherche de zones pour extraire de l'or et de l'argent, et s'établirent ici car ils considéraient l'endroit stratégique entre la taïga et la rivière Bargouzine. Les Cosaques arrivèrent à établir des relations cordiales avec la population autochtone de la vallée, à savoir les chasseurs Evenks et les bergers Bouriates. Le 2 mars 1783 (13 mars dans le calendrier grégorien), elle devient le chef de l'ouïezd de Bargouzine de l'oblast de Nertchinsk du gouvernement d'Irkoutsk.

### Ville de l'Empire russe
Bargouzine est hissée au statut de ville le 26 octobre 1790, et reçoit alors ses propres armoiries, puis est reclassé en ville peu peuplé le 22 juin 1822 (4 juillet dans le calendrier grégorien). Le 11 juillet 1851 (23 juillet dans le calendrier grégorien), la ville et son ouïezd sont inclus dans le nouvelle formé oblast de Transbaïkalie. Le 6 décembre 1856, elle reçoit le statut de ville d'okroug, lorsque l'ouïezd de Bargouzine devient l'okroug de Bargouzine. Cela est changé en ouïezd à nouveau en 1901.

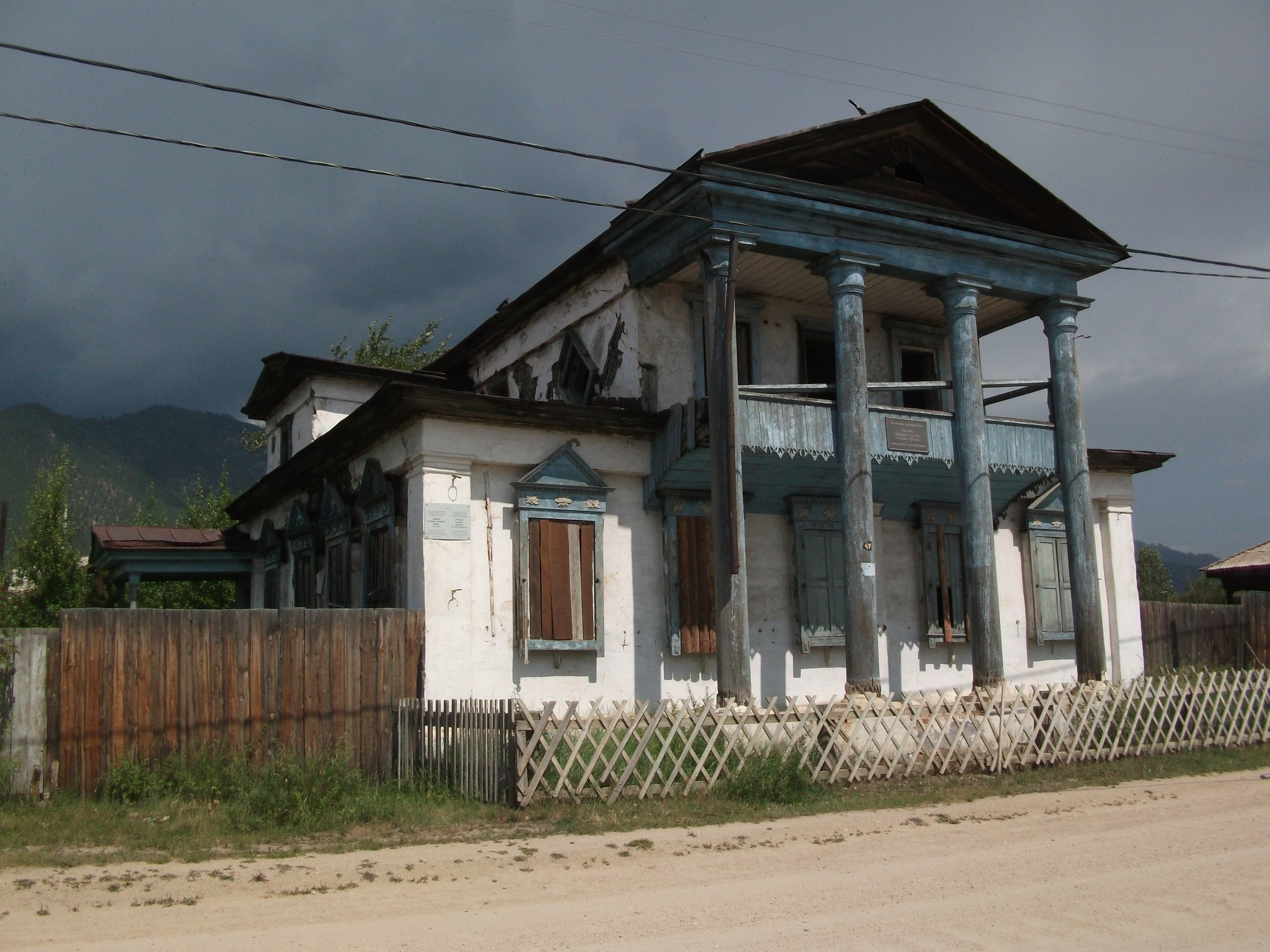
Bâtiment de la banque en 2024 dans le centre historique.

Le commerce à Bargouzine au XIXe siècle était opéré par des Russes, des Chinois (important épices, thés, fruits secs) et des Juifs. Les commerçant chinois étaient propriétaires de petits magasins et entrepôts à Bargouzine. La ville organisait chaque année une foire, la première ayant eut lieue en 1913. Elle était faible comparée aux grandes foires de Verkhnéoudinsk ou d'Irkoutsk, mais rendait la ville animée et apportait des sources d'argent. La classe marchande de Bargouzine avait le pouvoir sur la ville (conformément à la charte accordée aux villes en 1785 par Catherine II). La région de Bargouzine exploitait de l'or, même si la production fut fluctuante entre la fondation de la ville et la période soviétique. Son statut de ville exportratice d'or permit la richesse de la ville.
Au cours de l'Empire russe, la ville était un des lieus d'exils privilégiés depuis la Russie européenne. Des camarades de Stepan Razine et d'Emelian Pougatchev furent exilés. Au XIXe siècle et au début du XXe siècle y fut exilés frères décembristes Michael Küchelbecker et Wilhelm Küchelbecker y furent exilés, mais aussi des membres du Cercle de Petrachevski, des membres de Narodnaïa Volia, des marins du Cuirassé Potemkine et des bolcheviks.

### Période soviétique
En novembre 1920 Bargouzine est incluse dans l'oblast du Baïkal de la république d'Extrême-Orient au cours de la guerre civile russe. Une fois la guerre finie en 1922, la République est incluse dans la RSFS de Russie, et Bargouzine devient alors le chef lieu du nouvellement formé raïon de Bargouzine de la province du Baïkal. Le 30 mai 1923, Bargouzine est incluse dans la République socialiste soviétique autonome bouriate. En 1927, Bargouzine perd le statut de ville.

## Démographie
Recensements (*) et estimations de la population:
| 1860 | 1880  | 1897* | 1926* |
| ---- | ----- | ----- | ----- |
| 981  | 1 548 | 1 378 | 2 263 |

| 1959* | 1970* | 2010* | 2021* |
| ----- | ----- | ----- | ----- |
| 3 921 | 4 842 | 5 702 | 4 850 |

## Économie
La pêche est une activité économique importante à Bargouzine avec sa rivière. Le village abrite des fermes de poissons et des entreprises de transformation du poisson. L'autre secteur économique important est le tourisme, en plein essor comme dans le reste de la région du Baïkal.

## Culture locale et patrimoine

### Architecture et monuments

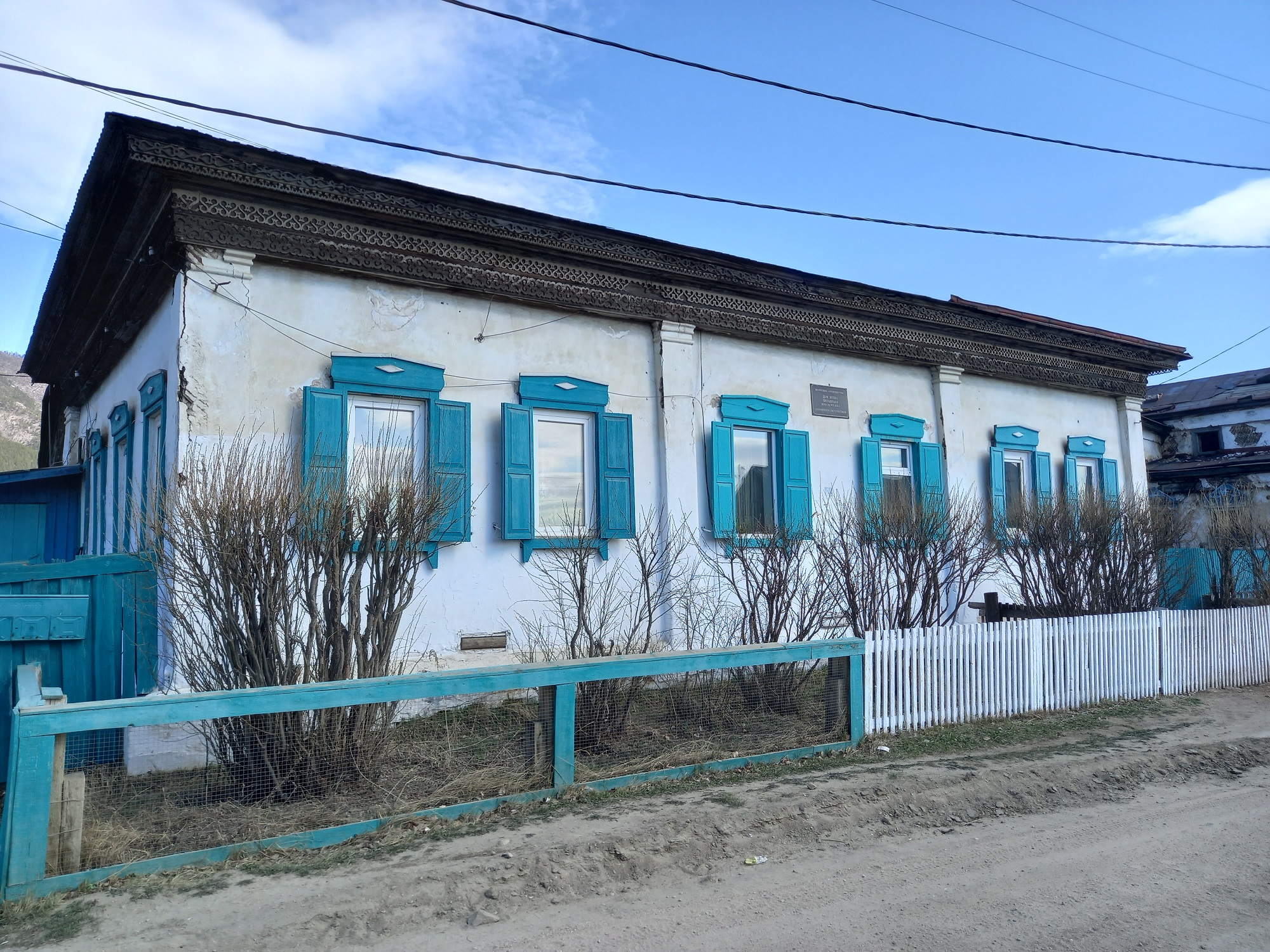
Isba peinte en bleu dans le centre historique.

Le centre histoirque du village conserve les isbas, des maisons traditionnelles russes, et autres bâtiment richement décorés, qui ont souvent plus de 100 ans. Bargouzine abrite le musée de l'histoire de la vallée de la Bargouzine ainsi que la Cathédrale de la Transfiguration du Sauveur, construite en 1808, qui est classée comme objet patrimoinial culturel d'importance régionale depuis 1971 sous le no 031410055040005.
Un monument aux frères décembristes Michael et Wilhelm Küchelbecker s'y trouve, classé comme objet patrimoinial culturel d'importance régionale depuis 1983 sous le no 031510379730005.
Les autres monuments classés sont un charnier de 15 Gardes rouges, le bâtiment de la banque, la maison Boutlitski, la maison où vivait en exil le bolchevik K. Grabovski, la maison du marchand Lozovski, la maison Goubkine (où a été établi le pouvoir soviétique dans le raïon de Bargouzine), la maison de Sirotine et la boutique de Sirotine, le monument aux morts de la Grande Guerre patriotique, la grange du complexe hospitalier, la tombe de  Z.F Svatoch (fondateur de la réserve de Bargouzine, plus ancienne réserve naturelle de Russie) et la tombe de Michael Küchelbecker.

### Personnalités liées au village

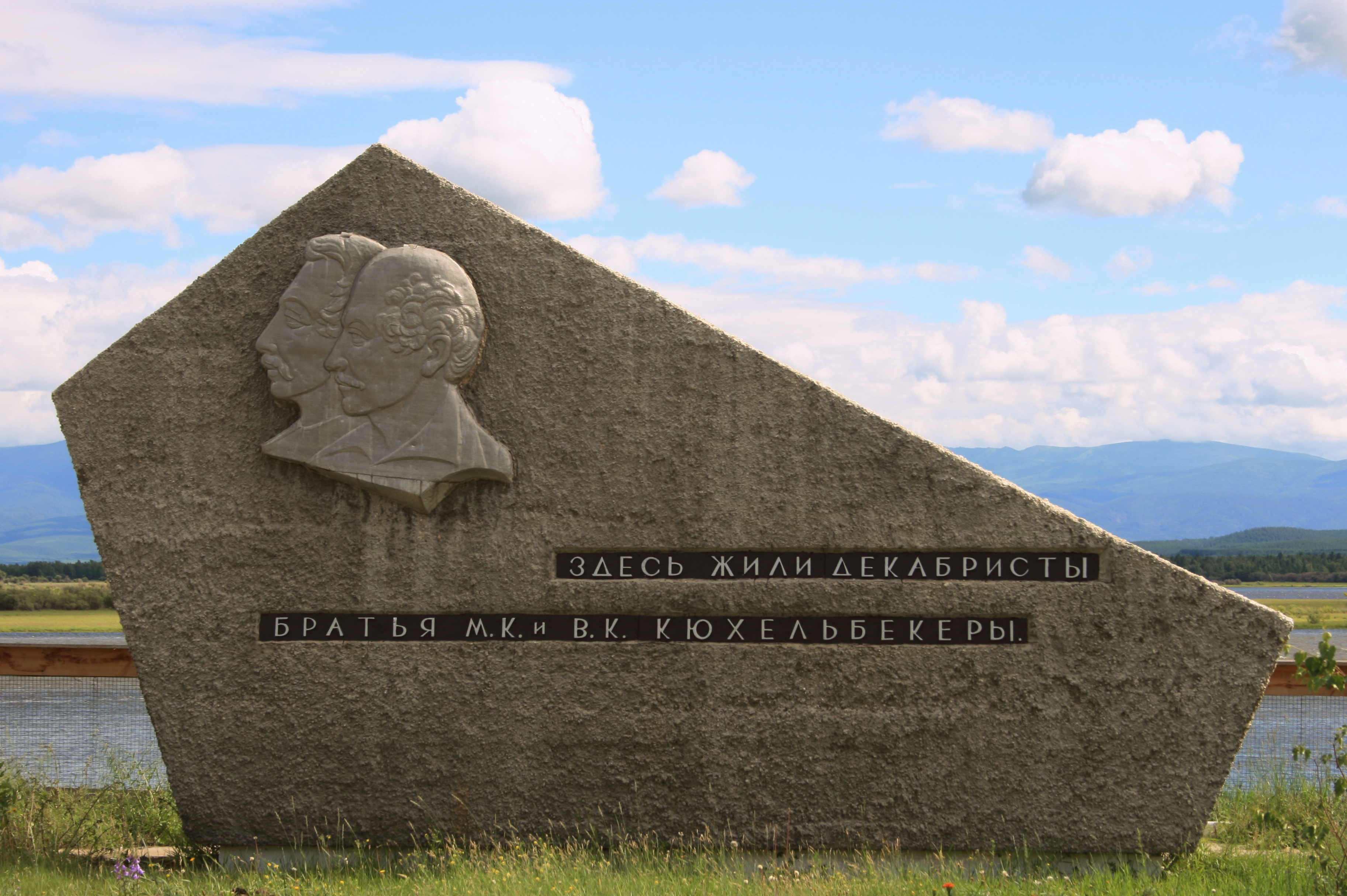
Monument aux frères décembristes Michael et Wilhelm Küchelbecker.

- Michael Küchelbecker, décembriste condamné à l'exil en Sibérie qui fut exilé à Bargouzine de 1831 à l'amnistie générale en 1856. Faute d'argent, il resta dans le village et y mourut en 1859[14]. Sa tombe se trouve dans le village.
- Wilhelm Küchelbecker, décembristes condamnés à l'exil en Sibérie qui fut exilé à Bargouzine de 1836 à 1840[15].